# Король Віктор Юхимович
Ві́ктор Юхи́мович Коро́ль (13 листопада 1944, Київ — 12 листопада 2021[джерело?]) — український історик. Доктор історичних наук (1990), професор (1992). Заслужений діяч науки і техніки України (2013). Заступник голови Головної редакційної колегії «Книга Пам'яті України».

## Життєпис
Закінчив Київський університет (1971), після чого працював у комсомолі;
1972—1978 — учителював;
1978—1983 працював у Київському технологічному інституті легкої промисловості;
1983—2006 — у Національному Київському університеті ім. Т. Г. Шевченка, від 1992 — професор кафедри новітньої історії України;
1997—академік Міжнародної слов'янської академії;
від 2007 — професор кафедри культурології Київського університету культури і мистецтв.

## Наукові праці, публікації, статті
Досліджує проблеми історії України 20 століття, зокрема період 2-ї світової війни.
Праці:
- В. Король. В єдинім пориві//Вітчизна.- 1974.- № 10.- С. 211—213.
- В. Король. Искусство- фронту//Радуга.- 1975.- № 11.- С. 181—183.
- В. Король. Комуністична партія — організатор допомоги інтелігенції братніх республік трудящим України у відбудові народного господарства (1943—1945 рр.) // Український історичний журнал.- 1976.- № 7.- С. 65-71.
- В. Король. Деятельность Коммунистической партии по укреплению творческого содружества и интернационального единства интеллигенции Украины и братских республик в годы Великой Отечественной войны (1943—1945 гг.). Автореферат диссертации на соискание ученой степени кандидата исторических наук.- К., 1977.- 25с.
- В. Король. Юнь слухає ветерана//Київська правда.- 1978.- 10 вересня.
- В. Король. Братское единство//Звезда Востока.- 1982.- № 5.- С. 94-96.
- В. Король. Про культурне співробітництво народів СРСР (1943—1945 рр.)// Український історичний журнал.- 1982.- № 8.- С. 69-74. (співавт.)
- В. Король. Слово, гартоване вогнем//Прапор.- 1982.- № 10.- С. 87-89.
- В. Король. Все для Перемоги// Трибуна лектора.- 1983.- № 11.- С. 44-45.
- В. Король. Все для Перемоги// Дніпро.- 1983.- № 6.- С. 105—107.
- В. Король. Коли гриміли бої// Наука і суспільство.- 1984.- № 10.- С. 23-24.
- В. Король. Слово, гартоване вогнем// Вітчизна.- 1984.- № 10.- С.151-154.
- В. Король. КПРС — організатор творчого співробітництва інтелігенції братніх республік СРСР у галузі науки (1941—1945 рр.)// Український історичний журнал.- 1984.- № 12.- С. 46-54.
- В. Король. Сторінки єднання// Наука і суспільство.- 1984.- № 5.- С. 21-22.
- В. Король. За законами братерства// Київська правда.- 1984.- 15 березня.
- В. Король. Сила великой дружбы. - К.: Изд-во при Киевском университете, 1985.
- В. Король. В битвах за советскую Украину (в співавторстві). К.: Изд-во при Киевском университете, 1985.
- В. Король. Братство художников слова// Радуга. - 1985. - №5. - с. 168-169.
- В. Король. Два листа - дві думки//Україна. - 1985. - №50. - с.20.
- В. Король. Дружбы и сотрудничество народов СРСР - важнейший фактор победы в Великой отечественной войне. (у співавторстві)- К.: Знание. 1985.
- В. Король. Наука - фронту//Київська правда. - 1985. - 27 листопада.
- В. Король. Братская помощь ученых СССР в восстановлении народного хозяйства УССР (1943-1945 гг.)// Вопросы истории СССР. - Харьков, 1985. - Вып. 30. - с. 35-42.
- В. Король. Деятельность партийных организаций по укреплению научного и культурного сотрудничества народов СССР (1941-1945 гг.)//Научные труды по истории КПСС. - 1985. - вып. 135. - с.51-56.
- В. Король. В ім'я Перемоги//Трибуна лектора. - 1985. - №2. - с.44-45.
- В. Король. Творча єдність//Прапор комунізму. - 1985. - 27 лютого.
- В. Король. Виплекана братерством//Прапор комунізму. - 1985. - 5 травня.
- В. Король. Мистецтво історії//Прапор комунізму. - 1985. - 13 грудня.
- В. Король. Методичні рекомендації до вивчення курсу ''Історії УРСР" (у співавторстві). - Київський університет. - 1986.
- В. Король. Братство художников слова//Радуга. - 1986. - №6. - с.170-171.
- В. Король. Співдружність радянських республік в підготовці наукових кадрів у роки Великої Вітчизняної війни// Вісник Київського університету. - Історія. - 1986. - вип. 28. - с. 37-42.
- В. Король. До джерел//Україна. - 19876. - №2. - с.3.
- В. Король. Живі в пам'яті//Україна. - 1986. - №35. -с.9.
- В. Король. Безсмертний подвиг//Київська правдав. - 1986. - 14 червня.
- В. Король. Незабутнє//Київська правда. - 1986. - 8 січня.
- В. Король. Веління часу//Київська правда. - 1986. - 8 січня.
- В. Король. Легендарний командир//Київська правда. - 1986. - 24 грудня.
- В. Король. Видатний полководець//Київська правда. - 1986. - 30 листопада.
- В. Король. Командарм першого рангу//Прапор комунізму. - 1986. - 15 серпня.
- В. Король. Незрадлива сивина цитаделі//Прапор комунізму. - 1986. - 14 березня.
- В. Король. На терезах історії//Київська правда. - 1986. - 1, 3 липня.
- В. Король. Оспіваний в легендах//Прапор комунізму. - 1986. - 19 грудня.
- Д
- Король В. Ю. Сила нашої дружби//Трибуна. - 1987. - №6. - с. 16-17.
- В. Король. Підготовка наукових кадрів у 1941-1945 рр. (у співавторстві)//Український історичний журнал. - 1987. - №5. - с.144-145.
- В. Король. Школа і життя//Київська правда. - 1987. - 26 квітня.
- В. Король. Партизанський генерал//Київська правда. - 1987. - 24 травня.
- В. Король. Джерела нашого братерства//Київська правда. - 1987. - 7 липня.
- В. Король. Відданість владі народній//Київська правда. - 1987. - 2 серпня.
- В. Король. Битва за Кавказ//Київська правда. - 1987. - 12 серпня.
- В. Король. До останнього подиху//Київська правда. - 1987. - 18 вересня.
- В. Король. Народжена революцією//Київська правда. - 1987. - 20 грудня.
- В. Король. Воєнно-промислові комітети//Великий жовтень і громадянська війна на Україні. Енциклопедичний довідник. - К.: Головна рецакція УРЕ, 1987. -  С. 107
- Король В. Ю. Битва за Дніпро: героїзм і трагедія.//Трибуна. - 1994. - №7-8. - с.36.
- Король В. Ю. Ціна перемоги. Міфи і реальність.//Трибуна. - 1995. - №1-2.
- В. Е. Король. Гитлеровский геноцид еврейского населения и военнопленных на оккупированной территории Украины в отечественной историографии.//Холокост. "Еврейский вопрос" и современное украинское общество. - Харьков-Иерусалим. - 1996. - с.74-84.
- Король В. - Ціна перемоги: розвінчування міфів//Вітчизна. - 1997. - №5-6.
- V. E. Korol', A. I. Sliusarenko, Iu. A. Nikolaets. Tragic 1941 and Ukraine: New Aspects of the Problem//The journal of Slavic Military Studies. - Great Britain. -1998.
- Король Віктор. Історія ще не сказала про нього свого слова. Іван Мазепа - міфи і реальність//"Президент". - 1999. - №2.
- Король В. Ю. Історія України. - К., 1999.
- Віктор Король. Військові втрати слов'янських народів СРСР у роки Великої вітчизняної війни (1941-1945)//Науковий збірник "Історія слов'янських народів: актуальні проблеми дослідження. - Київ. - Випуск 6. - 2000.
- Король В. Ю. Ціна перемоги: Втрати киян.//Трибуна. - 2000. - №5-6. - с.36.
- В. Ю. Король. Україна в період другої світової війни (1939-1945 рр.). - К. - 2000.
- Король В. Ю. Військові втрати слов'янських народів СРСР у роки Великої вітчизняної війни (1941-1945)//"Трибуна". - 2000. - №9-10. - с.33.
- Король В. Ю. Військовополонені - жертви війни. // Безсмнртя. Книга Пам'яті України. - 1941-1945. - К. - 2000.
- Король В. Ю. Втрати українського народу у роки Другої світової і Великох Вітчизняної війни.//Наукові записки з української історії. Збірник наукових статей. - Переяслав-Хмельницький. - 2001. - Випуск 12. - с.328-336.
- Король Віктор. Петро Конашевич-Сагайдачний: діяч Доби Відродження//"Президент". - 2001. - №6.
- В. Король (укладання. коментарі). Історія України. Документи. Матеріали. Посібник. Видавничий центр "Академія". Київ. 2002.
- Король В. Ю. Трагедія військовополонених на окупованій території України в 1941-1944 роках. -  К. - 2002.
- Віктор Король. До історії виникнення і діяльності біржі в Україні. - 2002.
- Король В. Ю. Доля пам'яток церковної архітектури Київщини. - К. - 2002.
- Король Віктор. Доля Петра Калнишевського - останнього Кошового Запорозької Січі// "Президент". - 2002. - №10.
- Король В. Ю. Битва за Дніпро й визволення Києва: героїзм і трагедія (нові аспекти проблеми)//Історичний журнал. - 2003. - №3. - с.7.
- В. Ю. Король, В. С. Перерва. З історії виникнення і діяльності біржі в Україні. - К. - 2003.
- В. Ю. Король. Трагедія військовополонених на окупованій території України в 1941-1944 роках. Видавничий центр "Академія". Київ. 2004.
- Король В. Осінь 1944-го. Наші війська - на західному кордоні//Київська правда. - 2004. - 19 жовтня.
- В. Ю. Король, С. П. Юренко. Пам'ятки археології та історії України. - К. - 2004.
- Король В. Ю. Велика вітчизнна війна: першоджерела проти ідеологічних міфів.//Історія в школі. - 2004. - №5-6. - с.3.
- В. Ю. Король. Визвольні бої червоної армії на території України (1943-1944 рр.) //Український історичний журнал. - 2005. - №1. - с.16-34.
- В. Ю. Король. Історія України. Навчальний посібник. Видавничий центр "Академія". Київ. 2005.
- Король В. Ю. До питання про військові втрати українського та інших народів СРСР у роки Великої Вітчизняної війни (1941-1945 рр.). //Матеріали Міжнародної науково-теоретичної конференції. - Дніпропетровськ. - 2005. -
- В. Король, В. Перерва, О. Салата. Медвин: з православного минулого. Біла Церква. 2005.
- В. Ю. Король. Втрачене, але не забуте. З історії пам'яток церковної архітектури Київщини. - К. - 2006.
- Король В. Ю. Історія України. - К. - 2008.
- Король В. Так начинався визвольний похід.//Голос України. - 2009. - 12 вересня.
- В. Ю. Король. Історичні постаті України. Київ, 2010.
- Король В. Ю. Битва за Дніпро і Київ: героїзм і трагедія.//Сільські вісті. - 2010. - 5 листопада.
- В. Ю. Король. Київ: минуле і сучасне. Короткий путівник. 2013.
- Король Віктор. Німецько-радянська війна 1941-1945 років, якою вона була насправді в житті і творчості О. П. Довженка.//Збірник наукових праць. Творчість Олександра Довженка як дзеркало колоніального минулого українського народу (до 120-річчя з дня народження митця). - К. - 2014. с. 70-77.
- В. Ю. Король. Київ: минуле і сучасне. Короткий путівник. - Біла церква. - 2015.
- Віктор Король. Рідна Україна: стежками історії. Біла Церква. - 2017.
- Король Віктор. Репресивний характер політики сталінського режиму щодо українського народу в роки Другої світової війни (1939-1945).//Збірник наукових праць. Українська нація у боротьбі за збереження ідентичності й відродження державності (1917-2017 рр.). - К. - 2017. - с. 144-150.
- Король Віктор. Репресії проти військових та їх наслідки в Україні в кінці 30-х - на початку 40-х років ХХ ст. // Збірник наукових праць. Україна в етнокультурному вимірі століть. - К. - 2018. - с. 157-167.
- І. М. Ліхтей, Г.М. Надтока, В. Ю. Король. Історія середніх віків. Київ. 2018.

## Погляди
У номері 9-10 журналу «Історія в школі» за 2015 Віктор Король опублікував статтю, у якій стверджує, що в Україні влада під контролем сіоністів:
| У сучасної влади головна мета — не духовне відродження, не поліпшення життя людей, а збагачення, про що свідчать, зокрема, зростання статків Порошенка (Вальцмана) до близько 3 млрд доларів, збільшення мережі магазинів Рошен і т. д. Недарма відомий політик Г. Корбан на УТ сказав, що П. Порошенко (Вальцман) — це барига, який торгує своєю країною. Бо в Україні влада під контролем сіоністів. |

## Відзнаки
- Кавалер ордена Нестора Літописця.[3]
- Заслужений діяч науки і техніки України.